# Mastegatatxes

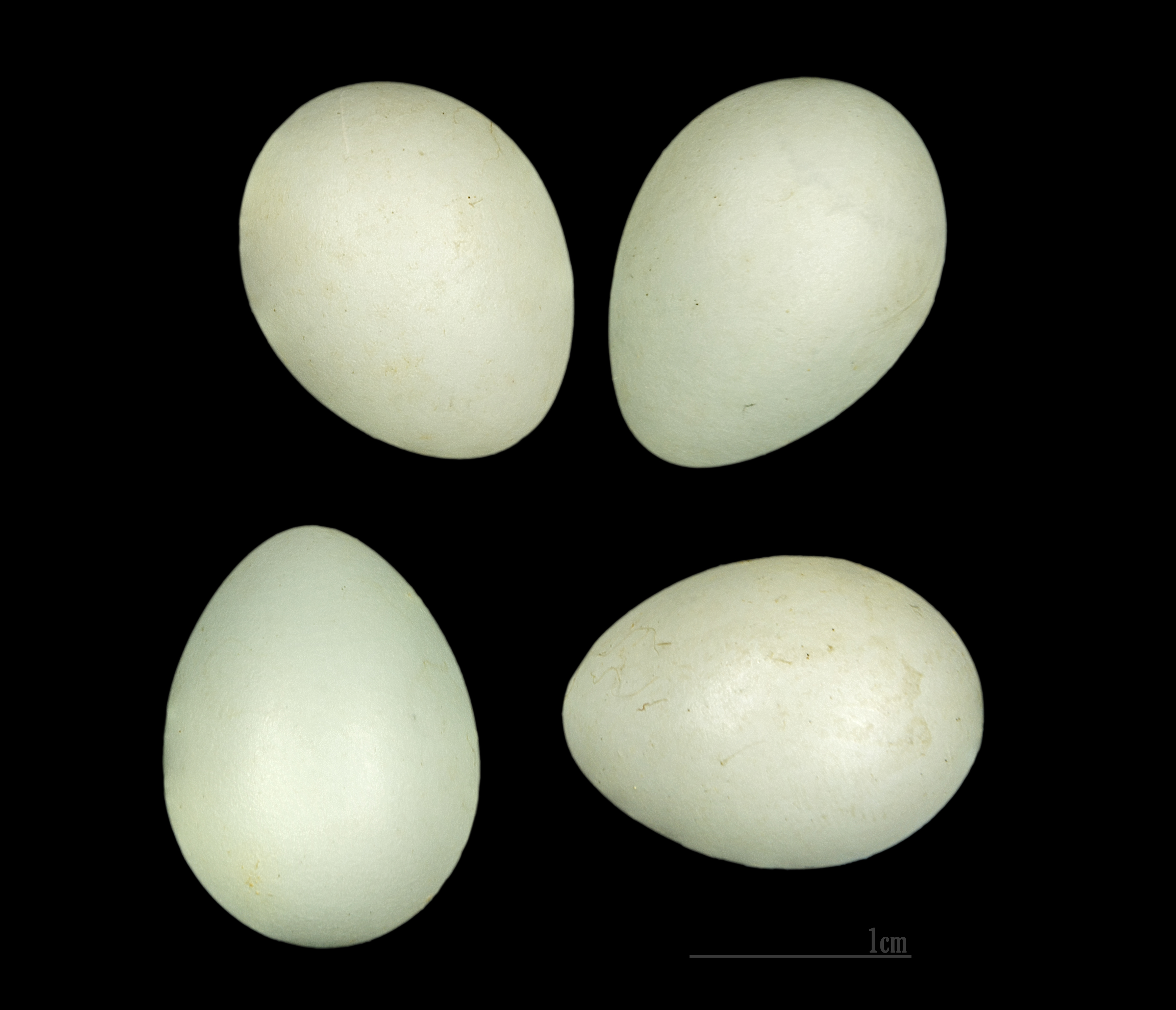
Ficedula hypoleuca

El mastegatatxes o papamosques (Ficedula hypoleuca) és una espècie d'ocell de la família dels muscicàpids (Muscicapidae). És un ocell migrador al Vell Món, nidificant a la major part d'Europa i l'oest d'Àsia i hivernant principalment a l'Àfrica occidental.

## Noms populars
becafigues (central), blanqueta (nord-occidental), caçamosques, figuerol, menjafigues (tarragoní, menorquí), menjamosques (tortosí), pagofigo (mallorquí, menorquí), papafigues (nord-occidental, tarragoní), picafigues (valencià, picamosques, tuït (gironí).

## Característiques
Fa de 12 a 13 cm de llarg. Se n'han descrit 3 subespècies, essent una la ibèrica (F. h. iberiae) (Witherby, 1928).
Viu en boscos caducifolis, amb preferència per rouredes i pinedes, on fa niu en forats en arbres grans. Pon de 4 a 10 ous.
El seu estat de conservació es considera de risc mínim.